# Salmijärvi (sjö i Finland, Lappland, lat 66,40, long 28,57)
Salmijärvi är en sjö i Finland. Den ligger i kommunen Posio i landskapet Lappland, i den norra delen av landet, 700 km norr om huvudstaden Helsingfors. Salmijärvi ligger 278,8 meter över havet. Arean är 32,1 hektar och strandlinjen är 4,81 kilometer lång. Sjön  ingår i Kemi älvs huvudavrinningsområde. 